# Inyector unitario

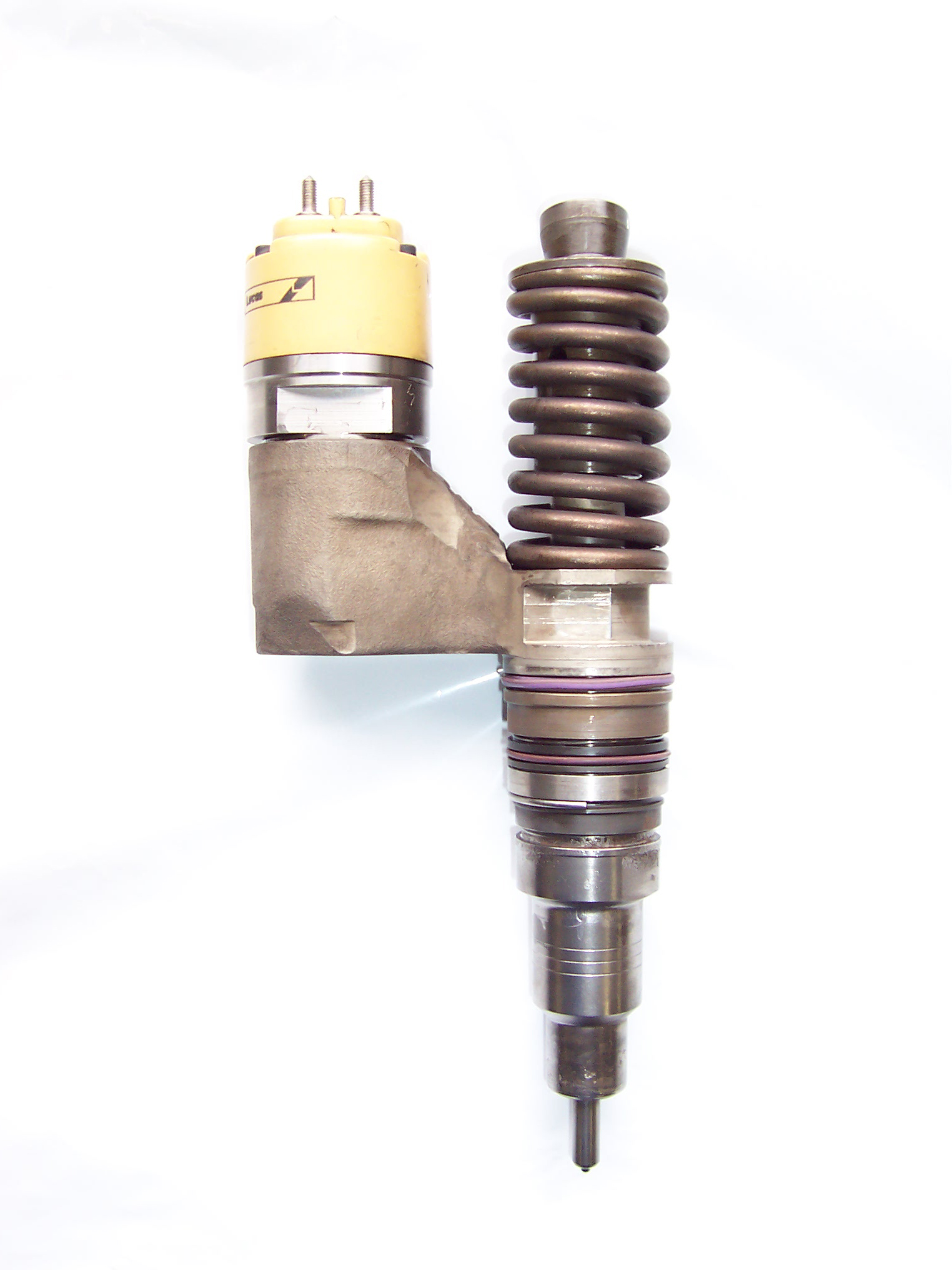
Inyector de unidad diesel

El inyector unitario (UI) es un sistema integrado de inyección directa de combustible para motores diesel que combina la boquilla del inyector y la bomba de inyección en un solo componente. La bomba de émbolo utilizada generalmente es accionada por un árbol de levas compartido. En un inyector unitario, el dispositivo generalmente es lubricado y enfriado por el combustible mismo.

## Historia
En 1911, se emitió una patente en Gran Bretaña para un inyector unitario que se asemeja a los que usa hoy Frederick Lamplough.
Sistema de inyector unitario: presión óptima en cada cilindro
El sistema de inyector unitario es un sistema controlado electrónicamente desarrollado por Bosch para inyección diésel directa. Es adecuado para automóviles y vehículos comerciales ligeros con una capacidad de motor de hasta 5 l y potencia de motor de 312 hp. La primera instalación en autos de producción en serie fue en 1998.
Características técnicas
La característica especial del sistema inyector unitario es que se asigna una bomba individual a cada cilindro. La bomba y la boquilla se combinan en un conjunto compacto que se instala directamente en la culata. El sistema de inyector unitario permite altas presiones de inyección de hasta 2.200 bar.
Ventajas
Alto rendimiento para motores limpios y potentes Alto poder del motor equilibrado contra bajo consumo y bajas emisiones del motor. Alto grado de eficiencia gracias al diseño compacto. Bajo nivel de ruido debido al ensamblaje directo en el bloque del motor. Presiones de inyección de hasta 2.200 bar para la combinación ideal de aire mezcla de combustible

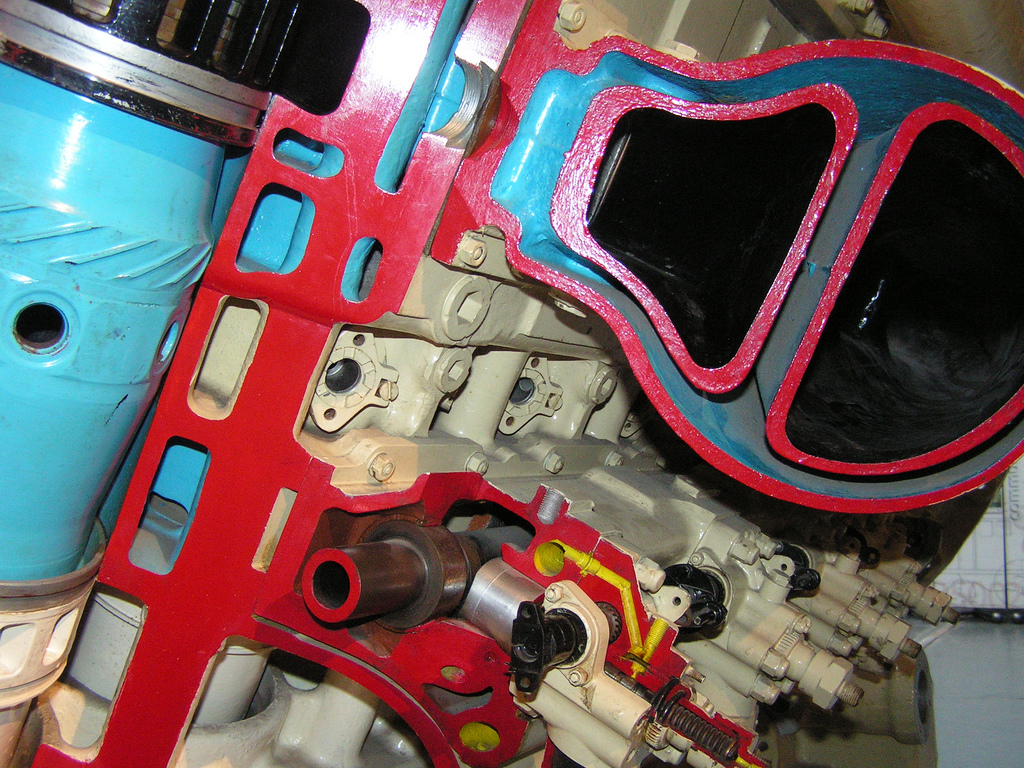
Napier Deltic: pistón opuesto de dos tiempos, seccionado. Los inyectores de la unidad están abajo, debajo de los conductos de combustible amarillos, impulsados por un árbol de levas a la izquierda e inyectados en el centro del revestimiento del cilindro (azul pálido).

El uso comercial de inyectores unitarios en los EE. UU. Comenzó a principios de la década de 1930 en motores Winton que alimentaban locomotoras, embarcaciones e incluso submarinos de la Marina de EE. UU.  En 1934 Arthur Fielden obtuvo la patente estadounidense No. 1.981.913 en el diseño de inyector unitario utilizado posteriormente para los motores diesel de carrera General Motors.  La mayoría de los motores diesel de tamaño mediano usaban una sola bomba e inyectores separados, pero algunos fabricantes, como Detroit Diesel y Electro-Motive Diesel, se hicieron famosos por apoyar el uso de los inyectores unitarios, en los que la bomba de alta presión está contenida dentro del inyector. La presentación de E.W. Kettering en 1951 sobre ASME entra en detalles sobre el desarrollo del moderno inyector unitario. También Cummins PT (presión-tiempo) es una forma de inyección unitaria donde los inyectores de combustible están en un raíl común alimentado por una bomba de baja presión y los inyectores son accionados por un tercer lóbulo en el árbol de levas. La presión determina la cantidad de combustible que reciben los inyectores y el tiempo lo determina la cámara.
En 1994, Robert Bosch GmbH suministró el primer inyector de unidad electrónica para vehículos comerciales, y otros fabricantes pronto lo siguieron. En 1995, Electro-Motive Diesel convirtió sus motores diesel 710 en inyección electrónica de combustible utilizando un inyector unitario.
Hoy en día, los principales fabricantes incluyen a Robert Bosch GmbH, CAT, Cummins, Delphi, Detroit Diesel, Electro-Motive Diesel.

## Diseño  y tecnología
El diseño del inyector unitario elimina la necesidad de tuberías de combustible de alta presión y, con ello, sus fallas asociadas, además de permitir que se produzca una presión de inyección mucho mayor. El sistema de inyector de la unidad permite un control preciso de la sincronización y el control de la cantidad de combustible, como en el sistema common rail.
El inyector unitario está instalado en la culata del motor, donde el combustible se suministra a través de conductos integrales mecanizados directamente en la culata. Cada inyector tiene su propio elemento de bombeo, y en el caso del control electrónico,  también una válvula de solenoide de combustible. El sistema de combustible está dividido en el sistema de suministro de combustible de baja presión (<500 kPa) y el sistema de inyección de alta presión (<2000 bar).

## Principio de operación

Diagrama de corte animado de un inyector de combustible típico (haga clic para ver la animación)

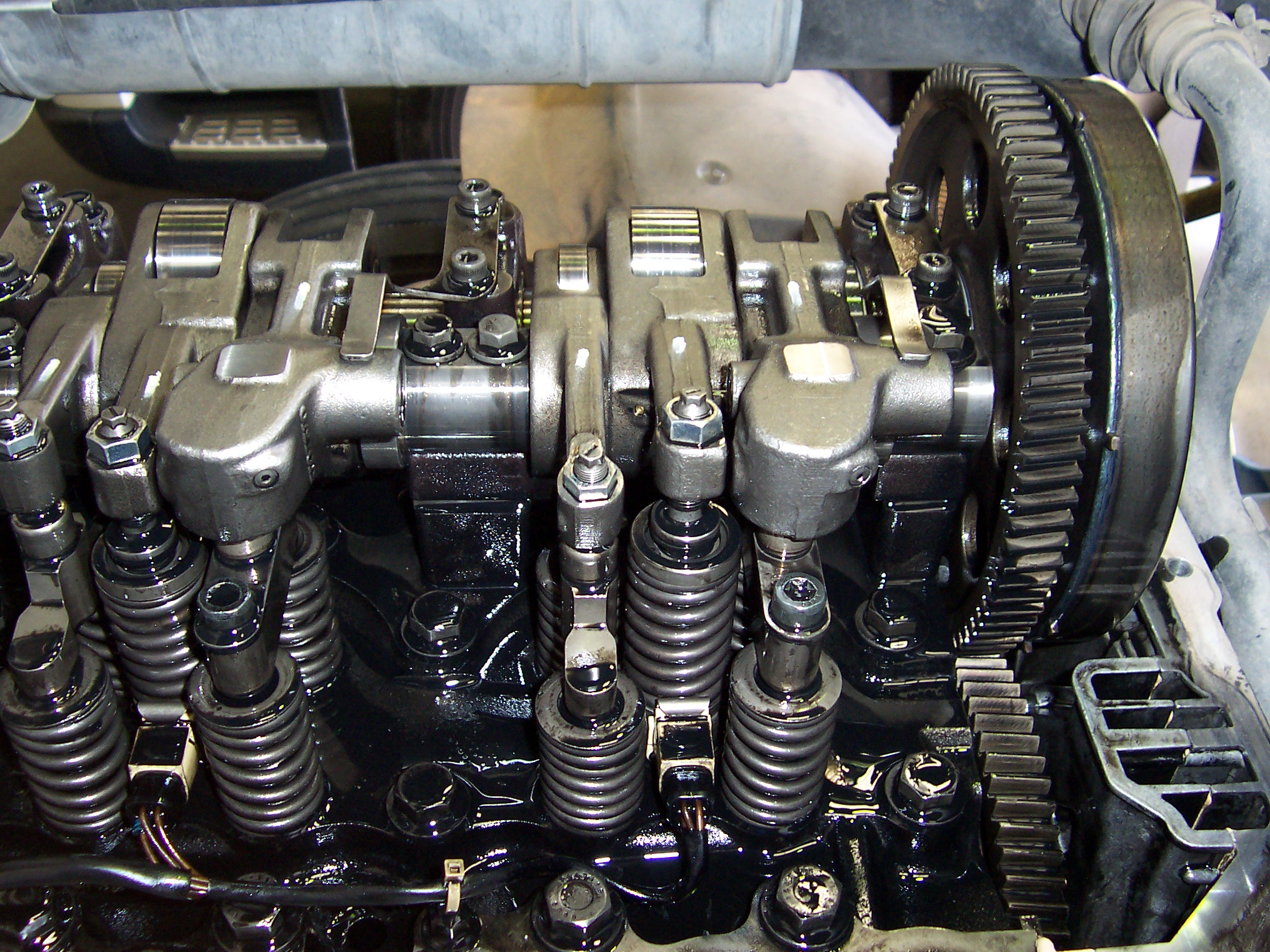
Delphi E1 UI en el motor Volvo D13

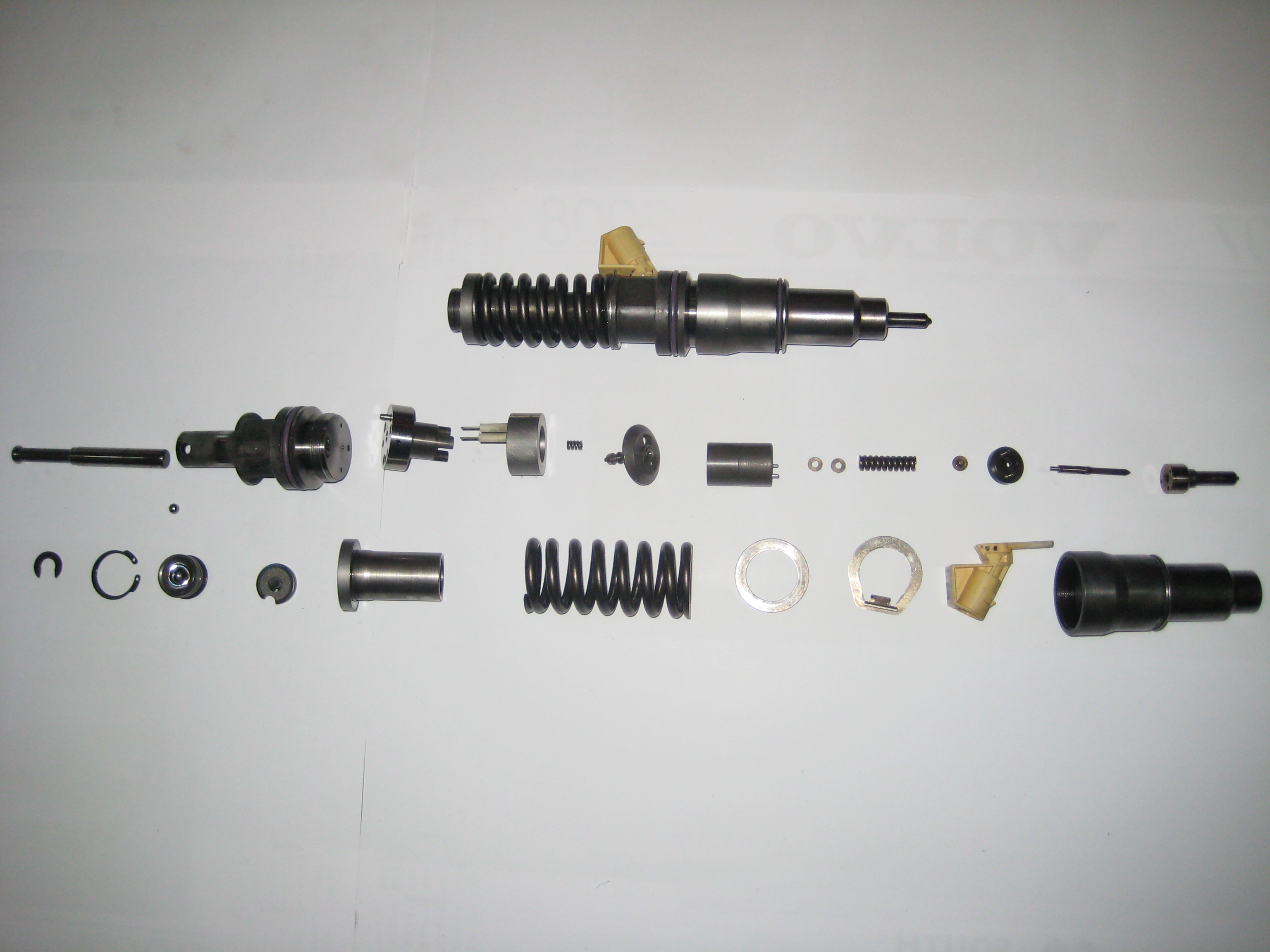
Partes del inyector de la unidad Delphi E1

La operación básica se puede describir como una secuencia de cuatro fases separadas: la fase de llenado, la fase de derrame, la fase de inyección y la fase de reducción de presión.
Una bomba de suministro de combustible a baja presión suministra combustible diésel filtrado a los conductos de combustible de la culata y a cada puerto de inyector del inyector del émbolo de la bomba de carrera constante, que funciona con el árbol de levas en la parte superior.
- Fase de llenado

El elemento de la bomba de carrera constante en su camino hacia arriba lleva el combustible del conducto de suministro hacia la cámara, y mientras la válvula solenoide eléctrica permanezca sin tensión, la línea de combustible estará abierta.
- Fase de derrame

El elemento de la bomba desciende, y mientras la válvula solenoide permanezca sin energía, la línea de combustible estará abierta y el combustible fluirá hacia el conducto de retorno.
- Fase de inyección

El elemento de la bomba todavía está en camino hacia abajo, el solenoide está ahora energizado y la línea de combustible está ahora cerrada. El combustible no puede volver al conducto de retorno y está comprimido por el émbolo hasta que la presión excede la presión de «apertura» específica, y la aguja de la boquilla del inyector se levanta, permitiendo que el combustible se inyecte en la cámara de combustión.
Fase de reducción de presión
El émbolo aún desciende, la ECU del motor desactiva el solenoide cuando se suministra la cantidad requerida de combustible, la válvula de combustible se abre, el combustible puede regresar al conducto de retorno, provocando una caída de presión, que a su vez causa que la aguja de la boquilla del inyector se cierre, por lo tanto, no se inyecta más combustible.
Resumen
El inicio de una inyección se controla mediante el punto de cierre del solenoide, y la cantidad de combustible inyectado se determina por el tiempo de cierre, que es el tiempo que el solenoide permanece cerrado. La operación del solenoide está completamente controlada por la ECU del motor.
Con el tiempo, los inyectores acumulan suciedad, lo que puede llevar a su obstrucción. Esto podría causar fugas y problemas en el motor, afectando su funcionamiento. Entre los síntomas comunes están el ralentí inestable, tirones al acelerar, pérdidas de potencia intermitentes, dificultades para arrancar, mayor consumo de combustible y la emisión de humo y olores excesivos.

## Funciones adicionales
El uso del control electrónico permite funciones especiales; como sincronización de la inyección controlada por temperatura, equilibrado del cilindro (ralentí suave), desconexión de cilindros individuales con carga parcial para una mayor reducción de las emisiones y del consumo de combustible, e inyección multitoma (más de una inyección producida durante un ciclo del motor).

## Desarrollo y aplicaciones electrónicas accionadas hidráulicamente (HEUI)
En 1993, CAT e International Truck & Engine Corporation introdujeron la «inyección de unidad electrónica accionada hidráulicamente» (HEUI), donde los inyectores ya no funcionan con el árbol de levas y podrían presurizar el combustible independientemente de las RPM del motor. Primero disponible en 7.3L / 444 cuin, motor diesel V8 de Navistar. La HEUI utiliza la presión del aceite del motor para impulsar la inyección de combustible a alta presión, donde el método habitual de funcionamiento del inyector unitario es el árbol de levas del motor.
La HEUI se incluyó en el Ford 7.3L y el 6.0L Powerstroke utilizados entre mayo de 1993 y 2007. International también utilizó el sistema HEUI para motores múltiples incluyendo el DT 466E, DT 570, DT-444E, DT-466-570, Max Force 5, 7, 9, 10, motores Max Force DT y VT365. Caterpillar incorporó sistemas HEUI en los modelos 3116, 3126, 3406e, C7 ACERT, C9 ACERT entre otros y el motor Daimler-Detroit Diesel Serie 40 suministrado por International también incorporó un sistema de combustible HEUI. 
Los sistemas de combustible de inyector unitario se utilizan en una gran variedad de vehículos y motores; vehículos comerciales de fabricantes como Volvo, Cummins, Detroit Diesel, CAT, Navistar International y vehículos de pasajeros de fabricantes como Land Rover y Volkswagen Group, entre otros, y locomotoras de Electro-Motive Diesel.

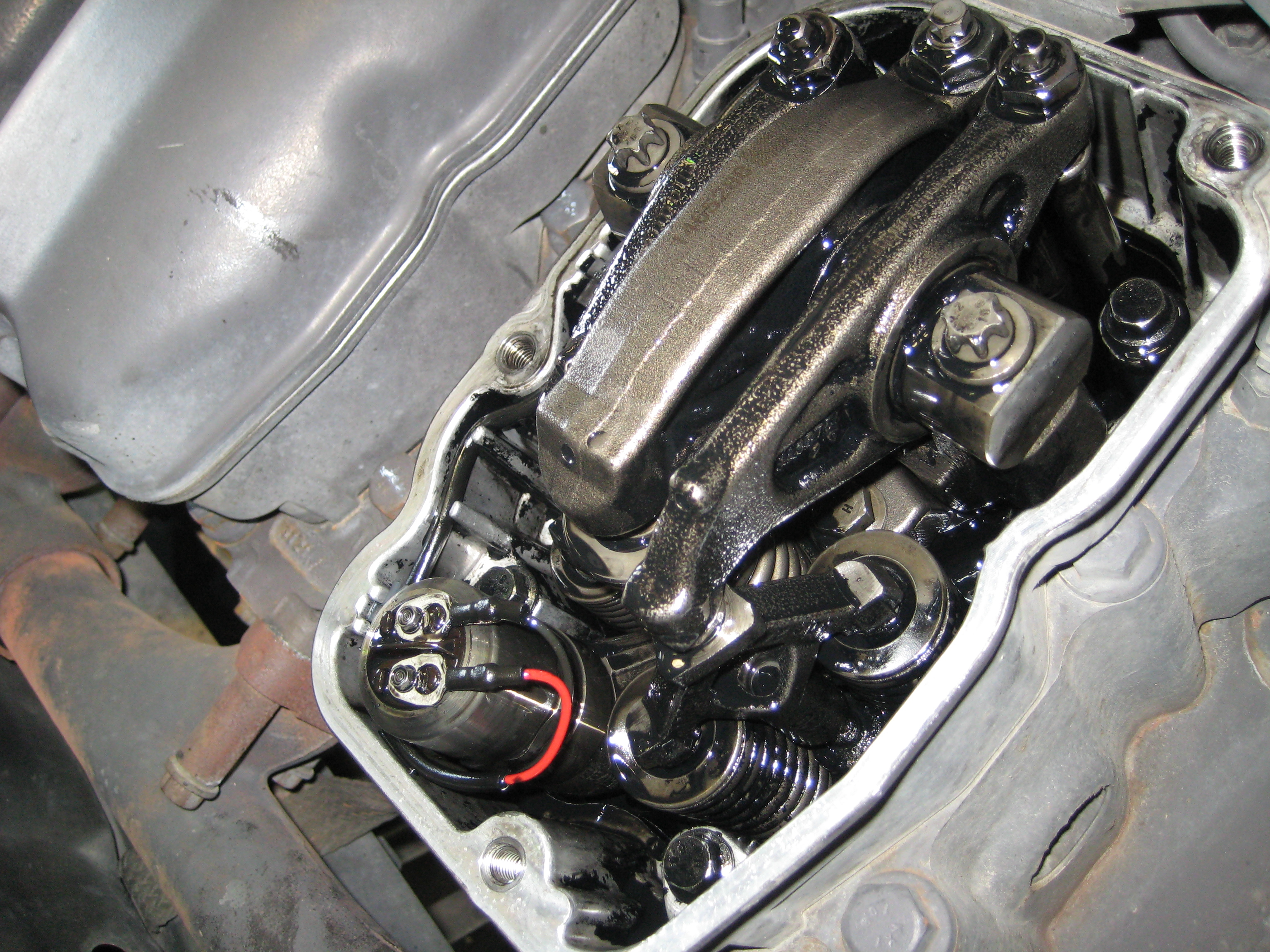
UI de Bosch en un motor Scania R164 V8

Las marcas principales del Grupo Volkswagen utilizaron sistemas de inyectores unitarios (denominados «Pumpe Düse», comúnmente denominados «PD») en sus motores diesel de inyección por succión (SDI) y de inyección directa turboalimentada (TDI); sin embargo, este método de inyección de combustible ha sido reemplazado por un diseño common-rail, como el nuevo 1.6 TDI.
En América del Norte, el Volkswagen Jetta, Golf y New Beetle TDI 2004-2006 llevan Pumpe Düse  (disponible en las generaciones MK4 y MK5, con códigos de motor BEW y BRM, respectivamente, los modelos más antiguos usan bomba de inyección accionada por correa de distribución).[cita requerida]
Volkswagen Group, fabricante de motores de camiones y diésel, Scania AB también utiliza el sistema de inyector unitario, que denominan «Pumpe-Düse-Einspritzung» o «PDE».
El sistema HEUI ha sido reemplazado por muchos fabricantes con soluciones de inyección common rail, tecnología más nueva para cumplir con una mejor economía y se están introduciendo nuevos estándares de emisiones.